# Ait Lahbib
 (août 2015).
Si vous disposez d'ouvrages ou d'articles de référence ou si vous connaissez des sites web de qualité traitant du thème abordé ici, merci de compléter l'article en donnant les références utiles à sa vérifiabilité et en les liant à la section « Notes et références ».
Ait Lahbib est une commune rurale de la province de Tinghir, dans la région de Souss-Massa, au Maroc.

## Géographie
Ait Lahbib se situe à l'intérieur d'une oasis entre Ouarzazate et Errachidia, entre le massif de l'Atlas et le Sahara. 

## Histoire
Ait Lahbib dépend de la province de Tinghir depuis 2009 (région de Souss-Massa-Drâa) et faisait auparavant partie de la province d'Errachidia (région de Meknès-Tafilalet).